# 哈通保卡山
12°08′47″S 75°57′10″W / 12.14639°S 75.95278°W
哈通保卡山（Hatun Pawka），是秘魯的山峰，位於該國中南部利馬大區，由米拉弗洛雷斯區和坦塔區負責管轄，屬於秘魯中部山脈的一部分，海拔高度5,420米。